# Rune Factory 5
Rune Factory 5 est un jeu vidéo de simulation et de rôle développé par Marvelous. C'est le premier jeu de la série Rune Factory depuis Rune Factory 4 en 2012. Il est sorti sur Nintendo Switch le 20 mai 2021 au Japon et est prévu pour 2022 dans le reste du monde.

## Développement
Après le succès de Rune Factory 4, le producteur de la série Yoshifumi Hashimoto a déclaré que le développement d'une suite était en cours. Cependant, après que le développeur de Rune Factory, Neverland Co., a déclaré faillite en 2013, l'avenir de la série est resté incertain. En 2014, Marvelous AQL a déclaré avoir embauché d'anciens développeurs de Rune Factory, dont Hashimoto, pour développer Lord of Magna: Maiden Heaven. Le jeu a été annoncé lors d'un Nintendo Direct en février 2019 et devrait sortir sur Nintendo Switch en 2020,.